# Escriptura anglesa

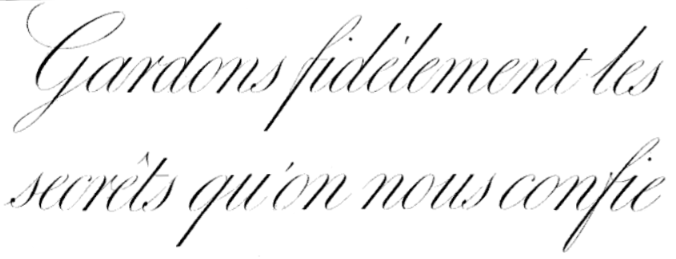
Exemple d'escriptura anglesa de Pierre Picquet el 1820.

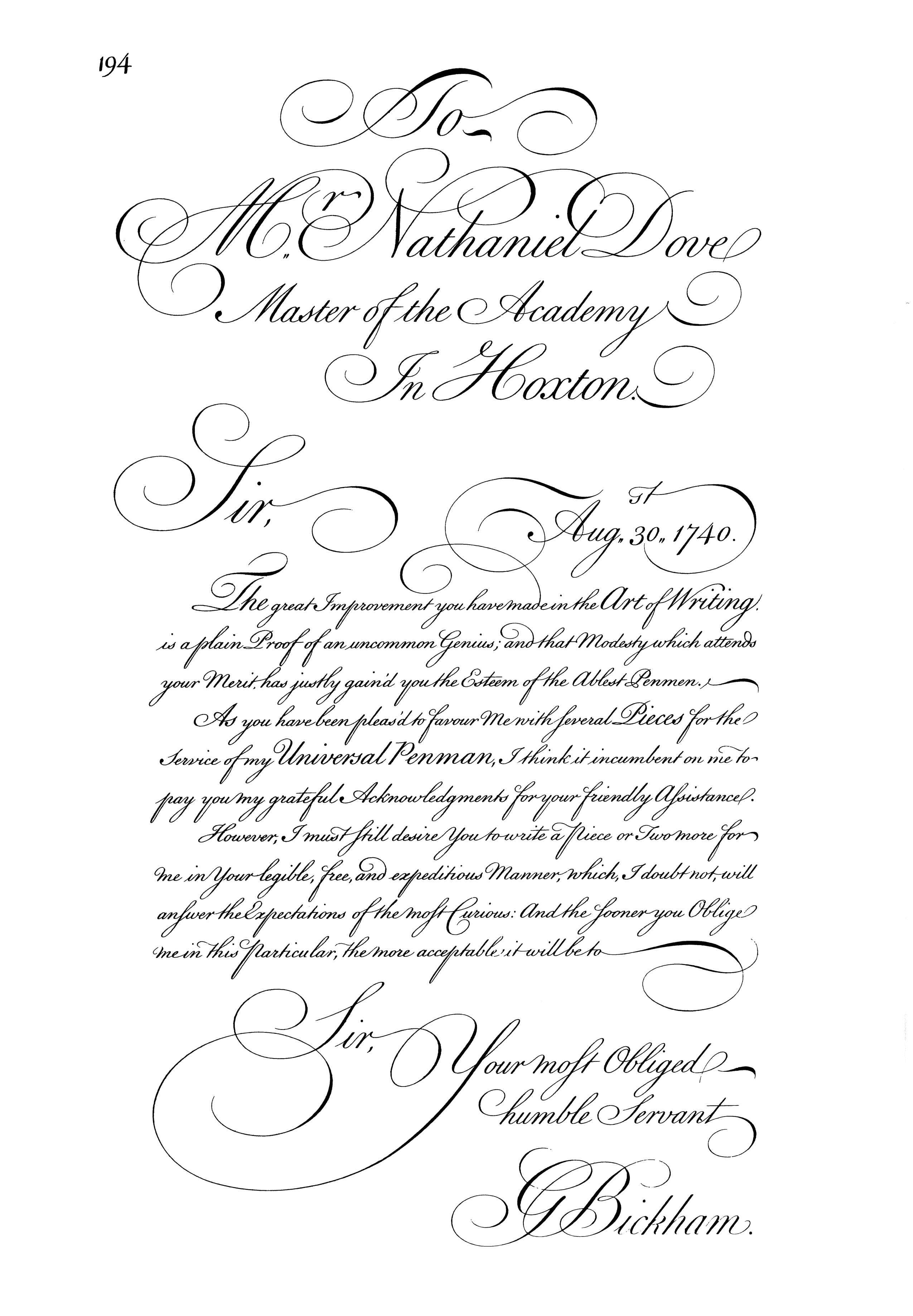
La rodona anglesa de George Bickham a The Universal Penman, cap a 1740–1741.

L'escriptura anglesa, també anomenada copperplate anglesa, o per generalització escriptura cursiva, és un estil d'escriptura manuscrita i cal·ligràfica originària d'Anglaterra. Va aparèixer per primera vegada a la dècada de 1660 a les obres dels mestres escriptors John Ayers i William Banson, derivada de l'escriptura rodona francesa (que alhora deriva de les cursives italianes). Es va popularitzar ràpidament i ha estat codificada en varies obres. S'utilitza com a escriptura escolar a diversos països com França (fins al 2013), Espanya i Itàlia, i va inspirar l'escriptura cursiva ciríl·lica al s.XVIII. Tradicionalment era inclinada i es feia amb una punta estreta, però avui també és recte i s'enpra principalment com a escriptura escolar.

## Orígens
Durant el Renaixement, els mestres d'escriptura de la cambra apostòlica van desenvolupar l'escriptura cursiva. Quan la Càmera Apostòlica va ser destruïda durant el saqueig de Roma el 1527, molts mestres es van traslladar al sud de França on van començar a perfeccionar la cursiva renaixentista italica cursiva cap a una nova, italica circumflessa. A finals del segle xvi, la lletra italic circumflessa va començar a substituir la lletra italica cursiva. Finalment, a principis del segle xvii, la lletra Italica circumflessa va acabar adaptant-se encara més a l'estil francès rhonde.
A mitjans del segle xvii, els funcionaris francesos estaven inundats de documents escrits amb diferents estils que tenien diferents nivells d'habilitat i art. Com a resultat, els funcionaris van començar a queixar-se que molts d'aquests documents estaven més enllà de la seva capacitat per a desxifrar-los. El Controlador General de Finances de França va rebre propostes dels mestres d'escriptura francesos de l'època, el més influent va ser Louis Barbedor, que havia publicat l'obra Les Escritures financière et italienne-bastarde dans leur naturel, cap al 1650. Després d'examinar les propostes, el Controlador General de Finances va decidir restringir tots els documents legals a tres tipus, és a dir, la lletra Coulée, la lletra Rhonde, i una lletra ràpida anomenada Bastarde.
AMentrestant a Anglaterra, Edward Cocker havia estat publicant quaderns basats en la lletra rhonde francesa a la dècada de 1640. A la dècada de 1680, John Ayres i William Banson van popularitzar les seves versions de lletra rhonde després de perfeccionar-la i desenvolupar-la en el que es va conèixer com a estil de lletra rodona anglesa.

## Característiques
Al segle xviii, es van popularitzar dues varietats d'escriptura anglesa:
- Escriptura anglesa rodona, més gruixuda i regular de trets rectes, considerada adequada per als negocis;
- Escriptura anglesa “italiana” amb trets rectes de llàgrima, tradicionalment considerada més femenina.

Aquesta forma d'escriptura es va generalitzar al segle xix amb l'arribada de les plomes de ferro:
| « | L'escriptura anglesa, tan universalment utilitzada avui dia […] es distingeix per la considerable longitud de les lletres arrissades, i per l'absència total del que anomenaré els fulls ascendents, que les nostres fines plomes de ferro no permeten dibuixar: la generalització de l'escriptura anglesa és conseqüència de la invasió de la plomes de ferro. | » |